# パスカリス1世 (ローマ教皇)
パスカリス1世（パスカリス1せい、Paschalis Ⅰ、? - 824年2月11日）は、第98代ローマ教皇（在位817年 － 824年）。
822年、教皇ハドリアヌス1世から再建の始まったサンタ・プラッセーデ教会を完成させた。教会内に母テオドラの墓所としてサン・ゼノーネ礼拝堂を建設した。教会のアプスのモザイクをビザンツ様式で製作しており、これは、この時代のローマのモザイクで最も重要なものの一つである。また、カタコンベの発掘に務め、膨大な数の殉教者の遺骨を移転したことで知られる。サンタ・チェチリア・イン・トラステヴェレ教会に聖女チェチリアの遺体を運び教会を再建したことも、その一つである。